# Consonante dental
En lingüística se llama consonante dental a una consonante que se articula con la lengua contra los dientes superiores como en el caso de [t], [d], [n], y [l] en ciertos idiomas. Las consonantes dentales se distinguen primordialmente de sonidos en los que el contacto se hace con la lengua y la encía como en inglés (ver consonante alveolar), debido a la similitud acústica de los sonidos y el hecho de que en el alfabeto romano usualmente se escriben con los mismos símbolos (t, d, n, etc.).
- Datos: Q120443